# 메이크 잇 오어 브레이크 잇
메이크 잇 오어 브레이크 잇(Make It or Break It)은 2009년 6월 22일부터 2012년 5월 14일까지 ABC Family에서 방영된 텔레비전 드라마이다.